# Piet Keizer
Pour l’article homonyme, voir Keizer (homonymie).
Petrus Johannes Keizer, dit Piet Keizer, né le 14 juin 1943 à Amsterdam et mort le 10 février 2017 dans la même ville, est un footballeur international néerlandais qui évoluait durant les années 1960-70 au poste d'attaquant. Il fait partie du Club van 100 et est considéré comme une légende à l'Ajax, faisant partie de cette génération dorée.

## Biographie
Piet Keizer a formé avec Johan Cruyff et Johan Neeskens la meilleure attaque de tous les temps à l'Ajax durant les années 1960-70, s'imposant sur la scène néerlandaise (6 titres de champions), européenne (3 coupes des champions) et mondiale (une coupe intercontinentale).

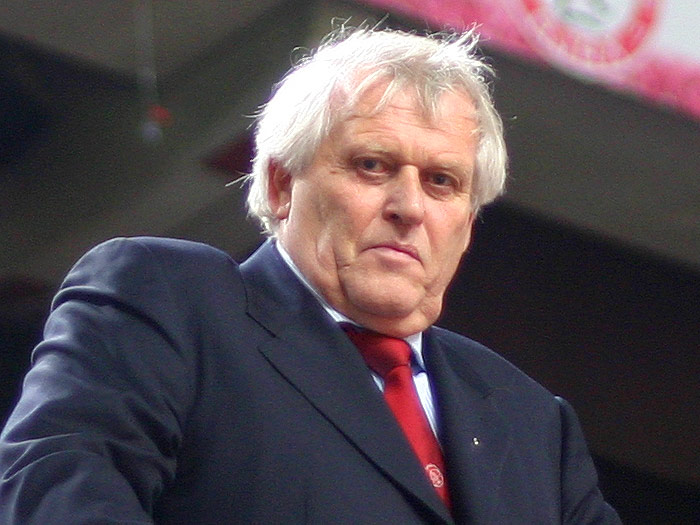
Piet Keizer (2007).

Il disputa son premier match avec les pros le 5 septembre 1962 avec l'Ajax où il joua toute sa carrière pendant près de 12 ans avant de raccrocher les crampons et de participer à son ultime match avec l'Ajax le 19 juin 1974.
Parmi tous les joueurs qui ont pu porter les couleurs de l'Ajax Amsterdam, il est le 4e joueur à avoir disputé le plus de matchs avec le club en championnat. Il a en effet participé à 364 matchs avec l'Ajax et marqué 146 buts, ce qui en fait le 5e meilleur buteur de tous les temps de l'Ajax dans le championnat néerlandais.

## Carrière
- 1961-1974 : Ajax Amsterdam  Pays-Bas

## Palmarès
- Vainqueur de la Coupe intercontinentale en 1972
- Vainqueur de la Supercoupe de l'UEFA en 1972 et 1973
- Vainqueur de la Coupe d'Europe des clubs champions en 1971, 1972 et 1973
- Champion des Pays-Bas en 1966, 1967, 1968, 1970, 1972 et 1973.
- Vainqueur de la Coupe des Pays-Bas en 1967, 1970, 1971 et 1972.

- 34 sélections et 11 buts avec l'équipe des Pays-Bas entre 1962 et 1974.